# P. D. James

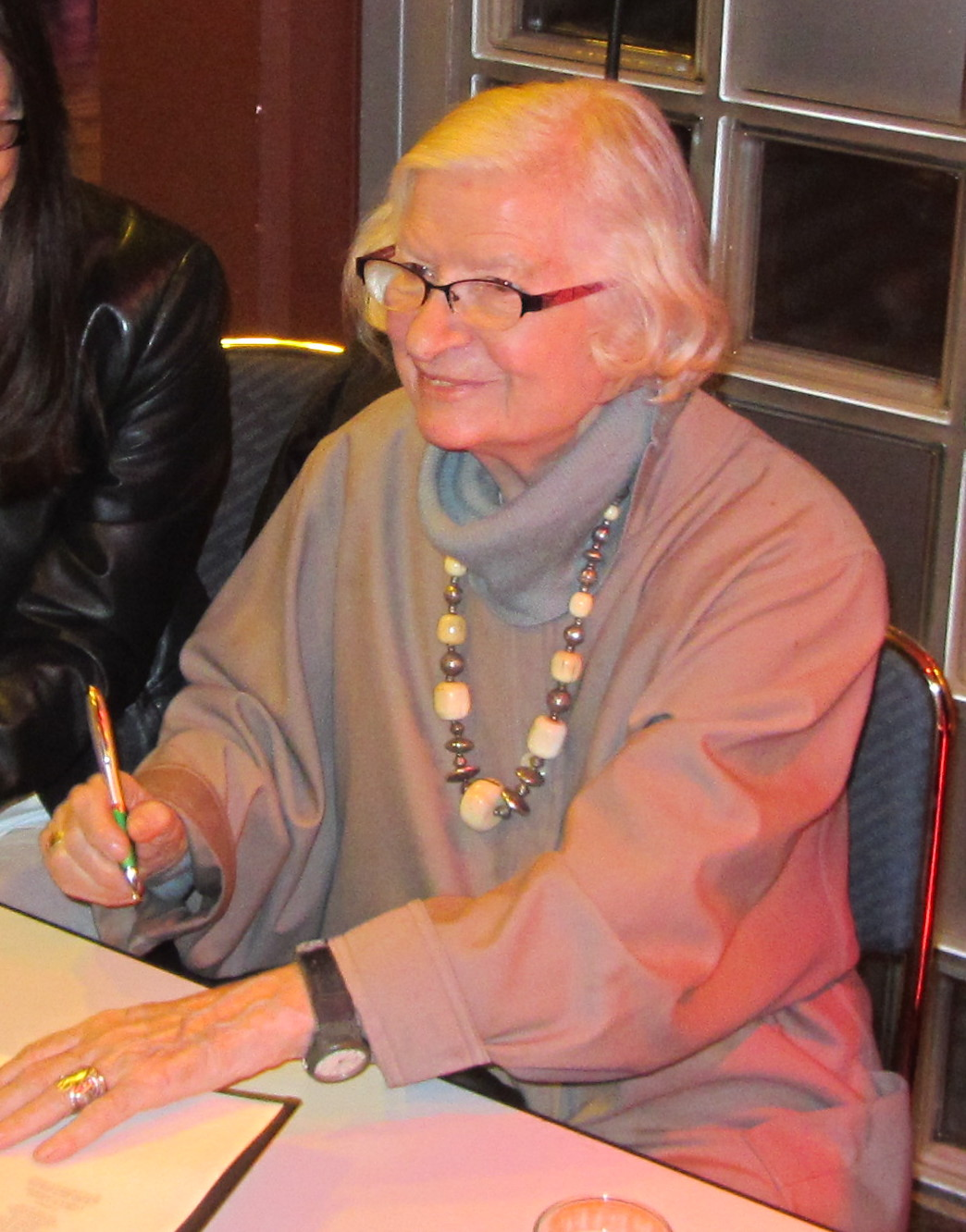
P. D. James (2013)

Phyllis Dorothy James, Baroness James of Holland Park, OBE, FRSA, FRSL (* 3. August 1920 in Oxford, Oxfordshire, England; † 27. November 2014 ebenda), war eine britische Krimi-Schriftstellerin. Sie gehört zu den Krimi-Autoren, die auch beruflich einen Bezug zu polizeilicher Arbeit hatten, da sie von 1968 bis 1980 für einen Bereich des britischen Home Office arbeitete, dem die polizeiliche Arbeit unterstellt war. Der Roman Innocent Blood (deutscher Titel: Ihres Vaters Haus, erschienen 1980), der für sie den internationalen Durchbruch als Autorin von Kriminalromanen darstellte, war unmittelbar von ihrer beruflichen Arbeit beeinflusst. Nach Ansicht vieler Kritiker sind Schuld und Versöhnung die Motive, die ihre Romane prägen. Ihr wichtigster Protagonist ist Adam Dalgliesh, ein Polizeiinspektor mit Hang zur Poesie.
1983 wurde sie von der Queen in den Order of the British Empire aufgenommen, 1991 zu einem Life Peer als „Baroness James of Holland Park“ in Southwold im County of Suffolk und dadurch zum Mitglied des House of Lords. Für ihr literarisches Werk ist sie mehrfach ausgezeichnet worden.

## Leben

### Kindheit und Jugend
P. D. James war das erste Kind ihrer Eltern. Dorothy May Hone und Sidney Victor James, die ab 1917 miteinander verheiratet waren, hatten zuvor vergeblich auf Kinder gehofft. James’ Mutter hatte sich deswegen einer medizinischen Behandlung unterzogen, um schwanger zu werden. Die Geburt war schwierig, aber im Abstand von jeweils 18 Monaten folgten zwei weitere Geschwister, nämlich ihre Schwester Monica und später ihr Bruder Edward. Während ihre Mutter als warmherzig und impulsiv beschrieben wird, war ihr Vater streng, stets unzufrieden und distanziert. Er hatte aus finanziellen Gründen mit 16 Jahren die Schule verlassen müssen und arbeitete als Angestellter bei der britischen Finanzbehörde. Die Familie James gehörte zu den regelmäßigen Kirchgängern, und James war daher nicht unwesentlich von der Sprache der King James Bible und dem Book of Common Prayer beeinflusst.
Als James vier oder fünf Jahre alt war, zog die Familie nach Ludlow in der Grafschaft Shropshire um, einer Region, in der James auch mit ländlicher Armut konfrontiert wurde. James zeichnete sich bereits früh durch gute Beobachtungsgabe und Einsicht in die Handlungsgründe auch erwachsener Personen aus:

„Ich konnte schon frühzeitig die Gründe erwachsenen Handelns nachvollziehen und sprach gelegentlich auch unangenehme Wahrheiten laut aus. Eine Gewohnheit, die meine Mutter veranlasste, mich als ein zynisches Kind zu beschreiben.“

Von Mathematik abgesehen erwies sich James als gute Schülerin. Als die Familie 1931 nach Cambridge zog, wo sie bis 1937 die Cambridge Girls High School besuchte, begann die aus ihrer Sicht glücklichste Periode ihrer Schulbildung. Ihre Lieblingsfächer waren Englisch und Geschichte. In Englisch wurde sie unter anderem von einer Miss Maisie Dalgliesh unterrichtet, nach der sie später ihren Serienhelden Adam Dalgliesh taufte. Ihr Leben in Cambridge wurde allerdings von der Erkrankung ihrer Mutter überschattet, die fast zwei Jahre im Fulbourne Mental Hospital, einer psychiatrischen Einrichtung, verbrachte.

### Heirat und Erkrankung des Ehemanns
Ähnlich wie zuvor ihr Vater, sah sich James aus finanziellen Gründen gezwungen, im Alter von 16 Jahren die Schule zu verlassen. Sie bewarb sich im Öffentlichen Dienst und wurde bei einer Finanzbehörde angestellt. Die Arbeit war langweilig und für James mit ihrer Abneigung gegenüber Zahlen eine schlechte Wahl. Nach 18 Monaten kündigte sie und begann am Festival Theatre als Assistentin des Inspizienten zu arbeiten. Dort lernte sie auch den Medizinstudenten Connor Bantry White kennen, den sie am 8. August 1941, fünf Tage nach ihrem 21. Geburtstag, heiratete. Clare, die erste Tochter des Ehepaares, wurde 1942 geboren.
White, der zu Beginn des Zweiten Weltkrieges noch sein Medizinstudium in London fortsetzte und von Freunden aus dieser Zeit als belesen, sensibel und humorvoll beschrieben wurde, meldete sich beim Royal Army Medical Corps, nachdem er ausreichend qualifiziert war, um als Arzt zu praktizieren. James war mit einem zweiten Kind schwanger, als ihr Ehemann nach Indien versetzt wurde. James brachte die zweite Tochter Jane in London während Luftangriffen zur Welt; ihre Schwiegereltern betreuten ihre erste Tochter. Sie kehrte mit ihren zwei Töchtern nach Essex zurück. Als ihr Ehemann aus dem Krieg zurückkehrte, war sehr schnell deutlich, dass er an einer schweren psychischen Erkrankung litt. Es war auch deutlich, dass er nicht mehr in der Lage sein würde, als Arzt zu praktizieren oder zum Unterhalt der Familie beizutragen. James hat die Erkrankung ihres Mannes nie ausführlicher öffentlich kommentiert. Martha Hailey Dubose geht davon aus, dass White an Schizophrenie litt. Er war bis zu seinem Tod im Jahre 1964 immer wieder längere Zeit in psychiatrischen Krankenhäusern. Sein Verhalten war zunehmend erratisch, möglicherweise auch gewalttätig, mindestens einmal stürzte er sich aus einem Fenster und zeitweise erkannte er seine Ehefrau nicht. Mit dem für sie charakteristischen Understatement hielt James einmal öffentlich fest, dass sie nie gewusst habe, was sie erwarte, wenn sie nach ihrer Arbeit abends nach Hause zurückkehrte. Die deutlichsten Worte fand sie, als sie öffentlich Ted Hughes nach dem Selbstmord seiner Frau, der Dichterin Sylvia Plath, verteidigte:

„Jemand, der nie gezwungen war mit einem geistig erkrankten Partner zusammenzuleben, kann nicht nachvollziehen, was dies bedeutet. Zwei Menschen leben in unterschiedlichen Höllen, von denen aber jeder die andere verschärft. Die, die dieses vergiftende Elend nicht durchgemacht haben, sollten still sein.“

### Krankenhausangestellte
Das Ehepaar lebte zunächst bei Whites Eltern in Essex. 1949 bewarb sich James beim National Health Service und wurde als Büroangestellte des London Skin Hospital eingestellt. Die Erfahrungen aus dieser Zeit reflektieren sich in zwei ihrer Kriminalromane, nämlich in A Mind to Murder (1963) und in Shroud for a Nightingale (1971). James wurde sehr klar, dass sie ohne entsprechende Qualifizierung keine Beförderungen zu erwarten hatte. Sie begann am City of London College in Moorgate Abendkurse in Krankenhausverwaltung zu belegen und absolvierte diese erfolgreich. Angesichts der schwierigen Situation des Ehepaars wurden die zwei Töchter bereits im Alter von drei beziehungsweise fünf Jahren aufs Internat geschickt.

### Der erste Kriminalroman
James hat später über sich gesagt, sie habe immer gewusst, dass sie ein Talent zu schreiben habe und dass sie es bereue, dass sie so spät damit begonnen habe. Sie war bereits fast vierzig, als sie damit begann. Nach ihrem eigenen Bekunden war sie besonders von den Schriftstellerinnen des sogenannten Goldenen Zeitalter des Kriminalromans beeinflusst: Dorothy L. Sayers, Margery Allingham, Ngaio Marsh und Josephine Tey. Für James war es das Nächstliegende, mit einem Kriminalroman zu beginnen, einer literarischen Gattung, die sie als geeignete Übung betrachtete, bevor sie sich an einen „richtigen“ Roman heranwagen würde. Sie benötigte mehrere Jahre, bis Cover Her Face (Ein Spiel zuviel) fertig war. Dann aber fand sie durch eine Kette glücklicher Verkettungen in Elaine Greene eine Literaturagentin und in Faber & Faber einen Verlag. 1962 erschien ihr erster Roman, der in seinen Grundzügen viel gemeinsam hat mit den klassischen Whodunnits, die in der Zeit zwischen den Weltkriegen in Großbritannien so populär waren. Cover Her Face ist ein klassischer „Herrenhaus-Mord“, in dem sie wie in fast allen folgenden Romanen Adam Dalgliesh, einen schweigsamen, verwitweten Kriminalpolizisten mit poetischer Ader, ermitteln ließ. Cover Her Face erhielt eine Reihe guter Besprechungen, die meisten Buchkritiker schlossen allerdings, dass es sich bei dem Autor um einen Mann handele. James hat später erklärt, dass sie keineswegs vorgehabt habe, ihr Geschlecht zu leugnen. Sie hatte immer unter ihrem Mädchennamen schreiben wollen und habe ihre Vornamen auf P. D. verkürzt, weil es rätselhaft wirke und auf dem Buchrücken gut aussähe.

### Angestellte des Innenministeriums
Cover her Face verkaufte sich befriedigend und James’ nächster Roman, A Mind to Murder (Eine Seele von Mörder), verkaufte sich noch besser. James war jedoch finanziell nicht in der Lage, ihren Beruf aufzugeben und sich ganz dem Schreiben zu widmen. 1964 starb Connor White im Alter von 44 Jahren an einer Überdosis von Alkohol und Medikamenten. Richterlich wurde festgestellt, dass die genauen Todesumstände ungeklärt seien, James aber erklärte 1993 in einem Interview für das Magazin Vanity Fair, dass sie von einem Selbstmord ausgehe. Ab März 1968 begann James für das Home Office, das britische Innenministerium, zu arbeiten. Nach ihrem eigenen Bekunden begann damit der Teil ihres Berufslebens, der am spannendsten war und der sie auch in besonderer Weise ausfüllte. Sie arbeitete zunächst für die Polizeibehörde und war für Gebiete wie Forensik, Pathologie und den polizeilichen Fuhrpark zuständig. Später wurde sie in den Fachbereich versetzt, der für Kinder und Jugendliche zuständig war, und während ihrer letzten Berufsjahre arbeitete sie im Fachbereich für Kriminalistik mit dem Schwerpunktthema Jugendstrafrecht. Die Erfahrungen, die sie dort sammeln konnte, erwiesen sich als wesentlich für ihre späteren Romane. Auch ihr erstes Sachbuch The Maul and the Pear Tree, das sie gemeinsam mit einem Kollegen im Innenministerium, nämlich Thomas A. Critchley schrieb, zeigt diese Faszination. Das Sachbuch setzt sich mit einer brutalen Mordserie des Jahres 1811, den sogenannten Ratcliffe-Highway-Morden, auseinander. James interessierte sich für diesen historischen Fall, weil sie die Ermittlungen als in besonderem Maße inkompetent einstufte.
1972 führte P. D. James als einer der ersten Krimiautoren eine Privatdetektivin ein. Cordelia Gray ermittelt in dem Roman mit dem vielsagenden Titel An Unsuitable Job for a Woman (wörtlich: Ein unpassender Beruf für eine Frau) im Selbstmordfall eines Studenten in Cambridge. Sie bekam allerdings nur noch einen weiteren Fall von P. D. James zugeteilt, die ansonsten Dalgliesh als Protagonisten den Vorzug gab.
James war im Rahmen ihrer Arbeit unter anderem mit der Implementierung von Gesetzen zur Verbesserung des Kindes- und Jugendwohls beschäftigt, nämlich dem Children and Young Persons' Act 1969 und dem Children’s Act 1975. Die Arbeit daran inspirierte sie zu dem Roman Innocent Blood  (Das Haus ihres Vaters), der die Suche eines adoptierten Mädchens nach ihrer biologischen Mutter und die Auswirkung dieser Suche für Personen aus ihrem Umfeld schildert. Der Roman schaffte es auf die Bestsellerlisten in den USA. Der finanziell erfolgreiche Verkauf der Taschenbuchrechte und der Filmoption führte dazu, dass James zum Zeitpunkt ihrer Pensionierung erstmals wohlhabend war.

### Weiteres Leben

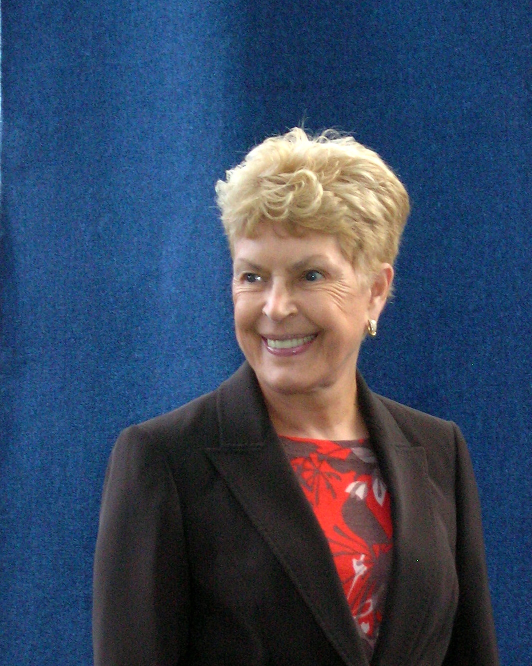
Ruth Rendell, Kollegin und Freundin von P. D. James

Allgemein gelten die Romane, die P. D. James nach ihrer Pensionierung verfasste, als die besten aus ihrem Œuvre. James begrenzte sich allerdings nicht auf ihr Schreiben: Sie wurde Friedensrichterin am Jugendgericht, Mitglied des britischen Kunstbeirats und Vorstandsmitglied des British Council. Sie war Vorsitzende des Society of Authors, eines Beirats des BBC und zeitweilig Vorsitzende des Preiskomitees des Man Booker Price. In Großbritannien und den USA unterrichtete sie Kreatives Schreiben. Sie war eine begehrte Gastdozentin und Rednerin. Gemeinsam mit Ruth Rendell, mit der sie gut befreundet war, bestritt sie eine Reihe von Podiumsdiskussionen.
James starb am 27. November 2014 im Alter von 94 Jahren in ihrem Zuhause in Oxford.

## Arbeitsweise
Seit der Veröffentlichung ihres ersten Romans brachte James alle zwei bis vier Jahre einen weiteren Roman auf den Markt. Sie selber nahm sich sehr viel Zeit, den Handlungsstrang zu entwickeln, und wendete außerdem viel Zeit darauf auf, die Fakten für ihren Roman zu recherchieren. Häufig war für sie ein Ort der inspirierende Ausgangspunkt für einen neuen Roman. Die Stelle, an der 1878 der Dampfer Princess Alice unterging und 640 der etwa 800 Ausflügler an Bord in den Tod riss, war für sie beispielsweise der Ausgangspunkt für ihren Roman Original Sin (deutscher Titel: Wer sein Haus auf Sünden baut). James war es außerdem wichtig, den Romantitel festzulegen, bevor sie mit der Arbeit begann.
Obwohl James sich überwiegend auf Kriminalromane konzentrierte, schätzte sie sich selber als eine Person ein, die sich vor physischer Gewalt fürchtete. Aus diesem Grund verzichtet James in der Regel auch darauf, unmittelbar die eigentliche Ermordung zu beschreiben. Für sie war es auch nicht vorstellbar, einen Mord etwa aus der Perspektive des Mörders zu erzählen, wie dies beispielsweise Patricia Highsmith tat. Dagegen ist der Moment, in dem die Leiche gefunden wird, für James ein wesentliches Element einer Detektivgeschichte. Das Empfinden von Grauen und Horror, das ein Mord auslösen solle, sei ihrer Meinung nach am besten zu erzeugen, wenn er aus der Sicht einer unschuldigen Romanfigur beschrieben werde. Gleichzeitig wird das jeweils erste Opfer meist als eine sehr unangenehme Person geschildert – so zum Beispiel Gerald Etienne in Original Sin und Venetia Aldridge in A Certain Justice:

„Als Autorin empfinde ich es als das am ehesten nachvollziehbare Mordmotiv – und eines, mit dem sich der Leser möglicherweise auch identifizieren kann –, wenn der Mörder aus dem Wunsch handelt, eine Person, die er selber sehr liebt, zu schützen, ihr zu nützen oder sie zu rächen.“

James war dabei auch wichtig, dass ein Geschehen mehr ist als ein Konflikt zwischen Gut und Böse.
Zum 100sten Geburtstag der Autorin brachte der Deutschlandfunk ein 'Kalenderblatt'. Darin wurde beschrieben wie James z. B. ein prägendes Kriegserlebnis ihres Mannes in einem ihrer Inspektor Dalgliesh Romane verarbeitete.

## Auszeichnungen
Für ihr literarisches Werk erhielt sie drei Silver Dagger (Platz 2 der Krimis des Jahres) und drei Edgar-Nominierungen. Für ihr Lebenswerk bekam sie sowohl von den britischen (Diamond Dagger), den norwegischen (Rivertonklubbens internasjonale ærespris) als auch den amerikanischen (Grand Master Award) Krimiautoren die höchste Auszeichnung. 1974 erhielt sie für „Das seltsame Schicksal des Wangrin“ den Literaturpreis Schwarzafrikas. 1988 erhielt sie für ihren Roman Indviet til mord (dt.: Der Beigeschmack des Todes, Original: A Taste for Death) den dänischen Palle-Rosenkrantz-Preis und im selben Jahr gemeinsam mit Andrew Vachss (Strega) den Grand prix de littérature policière. 2010 gewann ihr Sachbuch Talking About Detective Fiction den Anthony Award und den Macavity Award der amerikanischen Mystery Readers International.
1983 wurde sie von der Queen in den Order of the British Empire aufgenommen, 1991 zu einem Life Peer als „Baroness James of Holland Park“ in Southwold im County of Suffolk und dadurch zum Mitglied des House of Lords. Ihre Antrittsrede im House of Lords bestritt sie zum Thema Literatur und Sprache.

## Rezension
„Die Krimis spielen in der Gegenwart, sind aber so gotisch, dass es fast verwundert, wenn erwähnt wird, dass Frauen aus dem Figurenensemble die Pille nehmen.“

## Werke

### Kriminalromane
- 1962: Cover Her Face
→ Ein Spiel zuviel, dt. von Wolfdietrich Müller; Wunderlich, Tübingen 1980, ISBN 3-8052-0326-8
- 1963: A Mind to Murder
→ Eine Seele von Mörder, dt. von Thomas Schlück; Wunderlich, Tübingen 1976, ISBN 3-8052-0262-8
- 1967: Unnatural Causes
→ Ein unverhofftes Geständnis, dt. von Sybille Hunzinger; Wunderlich, Tübingen 1983, ISBN 3-8052-0375-6
- 1971: Shroud for a Nightingale
→ Tod im weißen Häubchen, dt. von Wolfdietrich Müller; Wunderlich, Tübingen 1978, ISBN 3-8052-0296-2 (Silver Dagger)
- 1972: An Unsuitable Job for a Woman
→ Kein Job für eine Dame, dt. von Dietlinde Bindheim; Heyne, München 1973, ISBN 3-453-10157-X
→ auch: Ein reizender Job für eine Frau, dt. von Wolfdietrich Müller; Wunderlich, Tübingen 1981, ISBN 3-8052-0345-4
- 1975: The Black Tower
→ Der schwarze Turm, dt. von Doris Kornau u. Alexandra Wiegand; Wunderlich, Tübingen 1982, ISBN 3-8052-0358-6 (Silver Dagger)
- 1977: Death of an Expert Witness
→ Tod eines Sachverständigen, dt. von Wolfdietrich Müller; Wunderlich, Tübingen 1979, ISBN 3-8052-0313-6
- 1980: Innocent Blood
→ Ihres Vaters Haus, dt. von Georg Auerbach; Droemer Knaur, München, Zürich 1982, ISBN 3-426-19053-2
- 1982: The Skull Beneath the Skin
→ Ende einer Karriere, dt. von Georg Auerbach; Droemer Knaur, München 1984, ISBN 3-426-19094-X
- 1986: A Taste for Death
→ Der Beigeschmack des Todes, dt. von Georg Auerbach; Droemer Knaur, München 1984, ISBN 3-426-19199-7 (Silver Dagger, Grand Prix de Littérature policière 1988)
- 1989: Devices and Desires
→ Vorsatz und Begierde, dt. von Georg Auerbach und Gisela Stege; Droemer Knaur, München 1990, ISBN 3-426-19275-6
- 1994: Original Sin
→ Wer sein Haus auf Sünden baut, dt. von Christa E. Seibicke; Droemer Knaur, München 1995, ISBN 3-426-19367-1
- 1997: A Certain Justice
→ Was gut und böse ist, dt. von Christa E. Seibicke; Droemer Knaur, München 1999, ISBN 3-426-19463-5
- 2001: Death in Holy Orders
→ Tod an heiliger Stätte, dt. von Christa E. Seibicke; Droemer, München 2002, ISBN 3-426-19576-3
- 2003: The Murder Room
→ Im Saal der Mörder, dt. von Christa E. Seibicke; Droemer, München 2004, ISBN 3-426-19658-1
- 2005: The Lighthouse
→ Wo Licht und Schatten ist, dt. von Ulrike Wasel und Klaus Timmermann; Droemer, München 2006, ISBN 3-426-19717-0
- 2008: The Private Patient
→ Ein makelloser Tod, dt. von Walter Ahlers und Elke Link; Droemer, München 2009, ISBN 978-3-426-19846-9

### Andere
- 1971 The Maul and the Pear Tree (zusammen mit T. A. Critchley – Studie über eine Mordserie in London 1811);
→ Die Morde am Ratcliffe Highway, dt. von Sigrid Langhaeuser; Droemer Knaur, München 2003, ISBN 3-426-61982-2.
- 1992 The Children of Men (Science Fiction) (Verfilmung Children of Men 2006)
→ Im Land der leeren Häuser, dt. von Christa Seibicke; Droemer Knaur, München 1993, ISBN 3-426-19324-8.
- 2000 Time to Be in Earnest (Autobiografie)
→ Zeit der Ehrlichkeit, dt. von Sigrid Langhaeuser; Droemer, München 2001, ISBN 3-426-27238-5.
- 2011 Death Comes to Pemberley (Fortsetzung von Stolz und Vorurteil), Alfred A. Knopf, New York City, USA, ISBN 978-0-307-95985-0.
→ Der Tod kommt nach Pemberley, dt. von Michaela Grabinger, München: Droemer 2013. ISBN 978-3-426-19962-6.

### Buchverfilmungen

#### Adam Dalgliesh
Bei den Anglia Produktionen spielt Roy Marsden die Hauptrolle, bei den BBC Produktionen Martin Shaw und bei den New Pictures Produktionen Bertie Carvel. Bemerkenswert ist die Länge der ersten Filme von Anglia mit 5 bis 7 Episoden: 5 bis 6 Stunden für Bücher von 300 bis 400 Seiten.
- Death of an Expert Witness, 7 Episoden, 1983, Anglia Television
- Shroud for a Nightingale, 5 Episoden, 1984, Anglia Television
- Cover Her Face, 6 Episoden, 1985, Anglia Television
- The Black Tower, 5 Episoden, 1985, Anglia Television
- A Taste for Death, 6 Episoden, 1988, Anglia Television
- Devices and Desires, 6 Episoden, 1991, Anglia Television
- Unnatural Causes, TV-Film, 1993, Anglia Television
- A Mind to Murder, TV-Film, 1995, Anglia Television
- Original Sin, 3 Episoden, 1997, Anglia Television
- A Certain Justice, 3 Episoden, 1998, Anglia Television
- Death in Holy Orders, 2 Episoden, 2003, BBC
- The Murder Room, 2 Episoden, 2005, BBC

Die Serie Dalgliesh der New Pictures wird in Deutschland unter dem Titel Adam Dalgliesh, Scotland Yard vermarktet.
- Dalgliesh – A Taste of Death, 2021, New Pictures
- Dalgliesh – The Black Tower, 2021, New Pictures
- Dalgliesh – Shroud for a Nightingale, 2021, New Pictures
- Dalgliesh – Death of an Expert Witness, 2023, New Pictures
- Dalgliesh – A Certain Justice, 2023, New Pictures
- Dalgliesh – The Murder Room, 2023, New Pictures
- Dalgliesh – Death in Holy Orders, 2024, New Pictures
- Dalgliesh – Cover Her Face, 2024, New Pictures
- Dalgliesh – Devices and Desires, 2024, New Pictures